# Patrícia Scalvi
Vera Lúcia de Sousa (São Paulo, 11 de novembro de 1954), mais conhecida pelo nome artístico Patrícia Scalvi, é uma atriz, dubladora e diretora de dublagem brasileira.
No seu currículo estão filmes das décadas de 70 e 80, feitos na chamada Boca do Lixo paulistana, filmes estes de baixo orçamento e com forte apelo sexual, como Noite em Chamas (1977), Tara - Prazeres Proibidos (1979), A Noite das Taras (1980), Convite ao Prazer (1980), Os Indecentes (1980), Como Faturar a Mulher do Próximo (1981), Eros, o Deus do Amor (1981), Profissão Mulher (1982), Amor, Palavra Prostituta (1982), Tessa, a Gata (1982),  Doce Delírio (1983) e Instinto Devasso (1985), entre outros filmes do gênero. 
Foi dirigida por nomes como Jean Garrett, David Cardoso, John Doo, Luiz Castellini (com quem ela foi casada), Fauzi Mansur, Antonio Meliande (que veio a se tornar prestigiado diretor de fotografia cinematográfico), Cláudio Cunha, Walter Hugo Khouri e Carlos Reichenbach, entre outros.
Em 1984, Patrícia estrelou a telenovela Meus Filhos, Minha Vida, no SBT.
Atualmente, Patrícia Scalvi é uma das mais conceituadas dubladoras e diretoras de dublagem do Brasil. Produções consideradas "complicadas" de serem trabalhadas, como a redublagem dos seriados mexicanos Chaves e Chapolin para o mercado de DVD, ficaram nas mãos da atriz, que acabou sendo elogiada até pelos fãs mais tradicionais das produções.
Como dubladora também recebeu elogios de importantes diretores, como Hayao Miyazaki, vencedor do Oscar por A Viagem de Chihiro, que escolheu a voz de Patrícia para a protagonista Sophie, da adolescência até a terceira idade, na versão brasileira da animação O Castelo Animado. Patrícia também é uma das dubladoras preferidas de Pedro Almodóvar, que faz questão de conferir como haviam ficado seus filmes na "versão brasileira". Dele, Patrícia dublou longas como Má Educação (personagem da freira) e Tudo Sobre Minha Mãe (a protagonista).

## Prêmios
Foi indicada a Melhor Dubladora de Coadjuvante no Prêmio Yamato de 2004 por seu trabalho em Os Anjinhos.
Venceu, junto com Lúcia Helena, o Prêmio Yamato de 2006 pela direção da redublagem de Chaves.

## Filmografia[6]
| Ano  | Título                           | Papel               |
| ---- | -------------------------------- | ------------------- |
| 1971 | O Paraíso Proibido               | Juliana             |
| 1977 | Dezenove Mulheres e Um Homem     | Cecília             |
| 1977 | Noite em Chamas                  | Telefonista         |
| 1977 | Presídio de Mulheres Violentadas | Tininha             |
| 1978 | As Amantes Latinas               | Lúcia               |
| 1978 | Ninfas Diabólicas                | Circe               |
| 1978 | Reformatório das Depravadas      | Celeste             |
| 1979 | O Caçador de Esmeraldas          | Ana de Garcia Paes  |
| 1979 | Sexo Selvagem                    | Analy               |
| 1979 | Tara - Prazeres Proibidos        | Helena              |
| 1980 | A Noite das Taras                | Cibele Marcondes    |
| 1980 | Bacanal                          |                     |
| 1980 | Convite ao Prazer                |                     |
| 1980 | Corpo Devasso                    | Mônica              |
| 1980 | O Fotógrafo                      | Patrícia            |
| 1980 | Orgia das Taras                  | Sílvia              |
| 1980 | Os Indecentes                    | Marilda             |
| 1981 | Como Faturar a Mulher do Próximo | Margaux             |
| 1981 | Duas Estranhas Mulheres          | Diana               |
| 1981 | Eros, o Deus do Amor             | Renata              |
| 1981 | Pornô!                           | Helena              |
| 1982 | A Reencarnação do Sexo           | Patrícia            |
| 1982 | Amor, Palavra Prostituta         | Rita                |
| 1982 | Escrava do Desejo                | Vivian              |
| 1982 | Ousadia                          |                     |
| 1982 | Profissão Mulher                 | Nathalia            |
| 1982 | Tessa, a Gata                    | Debora              |
| 1982 | Viúvas Eróticas                  | Magnólia            |
| 1983 | A Mulher-Serpente e a Flor       |                     |
| 1983 | Doce Delírio                     | Juliana             |
| 1984 | Elite Devassa                    | Luísa               |
| 1984 | Sexo Animal                      |                     |
| 1985 | Instinto Devasso                 | Miranda/Maria Alice |
| 1995 | Eternidade                       | Lacretelle          |